# Burg Lürken
Die Burg Lürken, auch Burg Lurich oder Lürkener Burg genannt, war eine Wasserburg im Tal des Merzbachs, die im Zentrum der heute abgebaggerten Ortschaft Lürken, einem Stadtteil von Eschweiler, stand.

## Geschichte
Als „castrum Lureke“ wurde die Burg Lürken schon im Jahr 1188 erstmals urkundlich genannt. Anlass dafür war ihr Kauf für das Kölner Hochstift durch Erzbischof Philipp von Heinsberg. In der Folgezeit war die Anlage an das Jülicher Grafenhaus verlehnt. Später gehörte Lürken zur Herrschaft Laurenzberg, mit deren Vogtei die Herren von Randerath belehnt waren. Im 14. und 15. Jahrhundert lag die Grundherrschaft über Lürken und seiner Burg anscheinend in den Händen der Familie von Kinzweiler.

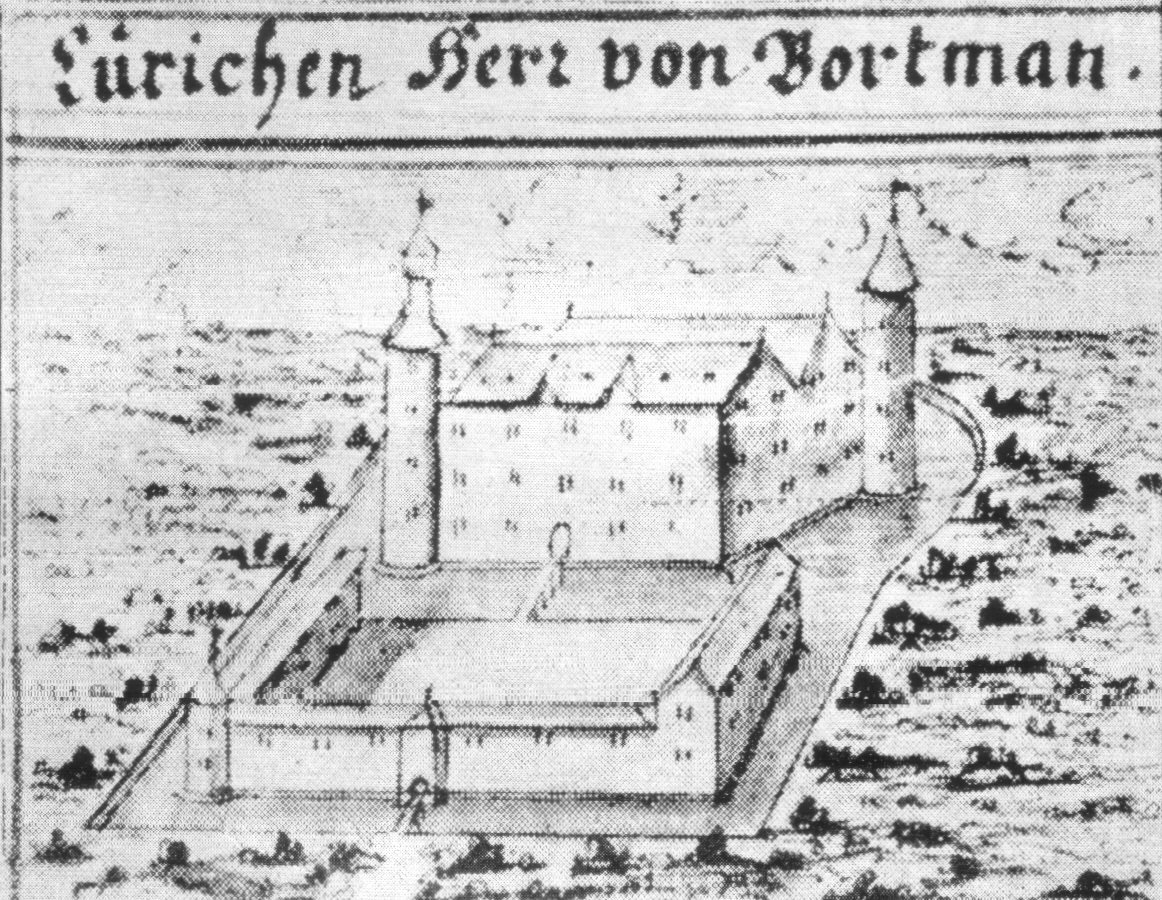
Abbildung der Burg Lürken im Codex Welser

Vor 1598 kam die Burg durch Kauf an die Familie Mangelmann. Johann von Mangelmann und seine Frau Katharina von Olmissen, genannt Mülstroe, bauten 1607 ein neues Wohnhaus. Um 1678 erwarb Wilhelm Henrich von Portman die Burg Lürken. Um 1691 gelangte sie durch Heirat der Margaretha Maria von Portman mit Carl von Lawick an die Familie von Lawick. Deren Tochter Charlotte Margarethe von Lawick heiratete 1736 Johann Bernhard von Cotzhausen, Herr auf Kambach in Kinzweiler. Sie vererbten das Anwesen an ihre Tochter Johanna Florentine von Cotzhausen, die den „hochfürstlich Hohenlohe Öringer Hoffrath“ Adolf Zacharias Kupfer heiratete. Aus der Zeit, als die Portmans Besitzer waren, stammt eine Abbildung der Anlage, die 1723 im Codex Welser enthalten war. 1808 kam die Burg an die Aachener Familie Vossen. Seit 1896 hatte die Familie Vinken sie mitsamt dem dazugehörigen Landbesitz von 150 Morgen Acker- und Wiesenland gepachtet.
In den letzten Jahrzehnten vor dem Abriss in den Jahren 1963/64 war die Burg Lürken in bürgerlichem Besitz und wurde zu landwirtschaftlichen Zwecken genutzt.

## Grabungen
Ehe die Ortschaft 1965 wegen des Braunkohletagebaus Zukunft-West abgebaggert wurde, grub das Rheinische Landesamt für Denkmalpflege in der hügeligen Obstwiese der Burg Lürken von August 1961 bis zum Spätherbst 1963 die Reste des Badetraktes (Hypokaustum) einer römischen Villa rustica aus. Dabei stellte sich heraus, dass auf dem „Alte Burg“ genannten Gelände früher tatsächlich eine Motte gestanden hatte.

## Beschreibung

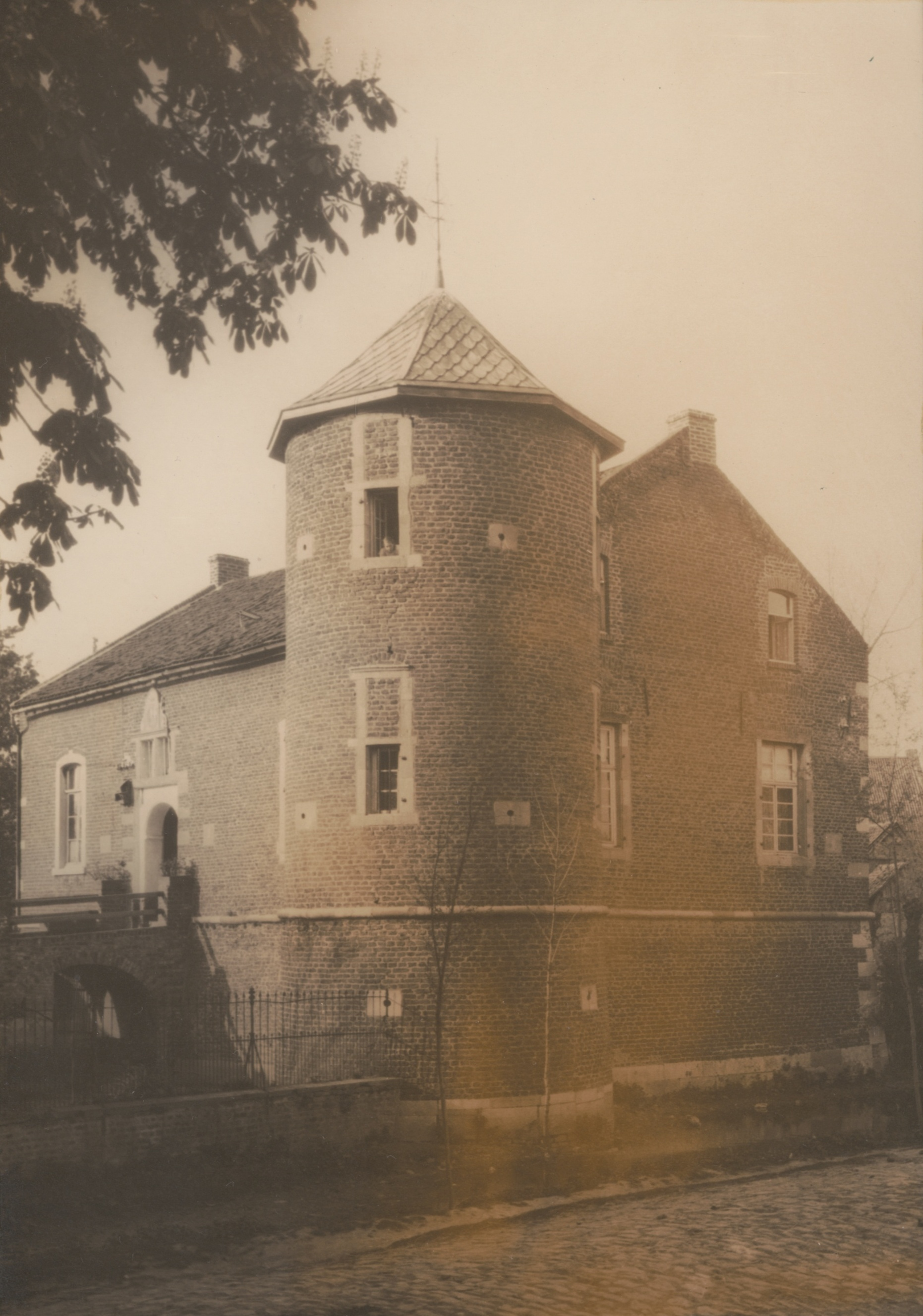
Herrenhaus der Burg 1915

Die Burganlage bestand aus einem dreigeschossigen Herrenhaus aus Bruchstein, und einer westlich davon stehenden, hufeisenförmigen Vorburg. Das Gebäudeensemble war rundherum von einem Wassergraben umgeben, der vom Merzbach gespeist wurde.
Das Herrenhaus mit seinen 1,2 Meter dicken Außenmauern erhob sich auf einem rechteckigen, etwa 16 × 10,5 Meter messenden Grundriss und besaß auf seiner zur Vorburg gewandten Westseite ein rundbogiges Renaissance-Portal mit Blausteingewände, über dem sich das Allianzwappen der Familien Mangelmann und Olmissen sowie eine Inschrift mit der Jahreszahl 1607 befanden. Es ist heute im Wohnhaus der Burg Konradsheim in Erftstadt zu finden. Das Herrenhaus war von der Vorburg durch einen Wassergraben getrennt, der von einer gemauerten Bogenbrücke überspannt wurde. Sie war der Ersatz für eine früher vorhandene Zugbrücke. An der Südwest-Ecke des Gebäudes stand ein fünf Meter dicker Rundturm, dessen Außenmauern nur ein Meter dick waren. Der Backsteinbau stand auf einem Fundament aus Blausteinquadern und besaß Schießscharten. Seine vier Geschosse waren von einem achteckigen Zink-Helm mit Wetterfahne abgeschlossen, der ein zuvor vorhandenes Kegeldach ersetzt hatte.
Die dreiflügelige Vorburg war an den Außenseiten etwa 36 × 54 Meter lang. Sie bestand aus einfachen Wirtschaftsgebäuden aus dem Jahr 1776, wovon hofseitige Maueranker in der Form der Jahreszahl kündeten. Ihre Obergeschosse waren zum Teil in Fachwerkbauweise errichtet. In der Mitte des Südflügels besaß sie einen spätgotischen Torbau mit Rundbogentor, bei dem die Blendnische zur Aufnahme der mittelalterlichen Zugbrücke noch gut zu erkennen war.
Im 15. Jahrhundert besaß die Burg Lürken eine dem heiligen Pankratius geweihte Kapelle, die 1481 urkundlich erwähnt wurde, jedoch schon im 19. Jahrhundert nicht mehr existierte. Ab 1573 wurden auf der Burg reformierte Gottesdienste abgehalten, denn ihre Besitzer hatten den evangelischen Glauben angenommen.